# Acanthochondria soleae
Acanthochondria soleae är en kräftdjursart som först beskrevs av Kroyer 1838.  Acanthochondria soleae ingår i släktet Acanthochondria och familjen Chondracanthidae. Arten är reproducerande i Sverige. Inga underarter finns listade i Catalogue of Life.